# Har Ẕiv‘on
Har Ẕiv‘on (hebreiska: הר צבעון, Har Tsiv’on) är en kulle i Israel.   Den ligger i distriktet Norra distriktet, i den norra delen av landet. Toppen på Har Ẕiv‘on är 907 meter över havet. Har Ẕiv‘on ingår i Haré Meron.
Terrängen runt Har Ẕiv‘on är huvudsakligen lite kuperad.Runt Har Ẕiv‘on är det tätbefolkat, med 511 invånare per kvadratkilometer. Närmaste större samhälle är Karmi'el, 13,8 km sydväst om Har Ẕiv‘on. 